# オリー・リンゼイ＝ヘイグ
オリー・リンゼイ＝ヘイグ（Ollie Lindsay-Hague、1990年10月8日 - ）は、イングランドのラグビー選手。

## プロフィール
- イングランド・ロンドン出身[1]。
- ポジションはウィング(WTB)、フルバック(FB)。
- 身長 180cm、体重 82kg
- 7人制イングランド代表に選ばれたことがある[2]。

## 略歴
2011年、ハーレクインズに加入。 
2016年、リオ五輪の7人制イギリス代表に選ばれ銀メダル獲得。